# Percy Stanley Tomlinson
Sir Percy Stanley Tomlinson M.R.C.S. F.R.C.P. D.S.O. K.B.E. C.B., britanski general in vojaški zdravnik, * 1884, † 1951.

## Osebno življenje
Od leta 1920 je bil poročen s Gertrudo Muriel (rojeno Barr). Z njo je imel dva otroka: sina Anthonyja Winslowa (ki je padel leta 1941 med drugo svetovno vojno) in hčerko Valerie Joan.